# 虎の門
『虎の門』（とらのもん）は、2001年4月6日から2008年9月19日までテレビ朝日で生放送されていた深夜のバラエティ番組である。『週刊地球TV』の後番組に当たる。ハイビジョン制作。本項では、インターネット配信業者AbemaTVにて配信される『虎の門 TIGER'S GATE-LIVESHOW』についても記述する。

## 概要
2007年9月まではいとうせいこう司会の「いとうせいこうナイト」以外の回では、司会者のほかに回ごとにゲストMCを迎えており、番組の正式タイトルはそのゲストMCの名前を冠した『〜の虎の門』となる。ゲストMCの人選は、過去に活躍し現在はマイナーな立場にいる芸能人が選ばれる傾向が見受けられ、初代ゲストMCは岩城滉一が務めた。2008年4月の再スタート以降の番組タイトルは『虎ノ門 TIGER'S GATE-LIVESHOW』で、ゲスト名は使用されていない。
2003年に「いとうせいこうナイト」で催された「うんちく王決定戦」で上田晋也の豊富な知識が有名になり、2004年4月に『スイスペ!』枠で全国ネットで放送され、末期は「しりとり竜王戦」や「話術王シリーズ」などの企画が人気を博した。「いとうせいこうナイト」の背景オブジェは、塩田丸男の顔が多く用いられている。
番組のスタジオは虎の門と題してだけあってか虎の色である黄色を基調としたスタジオとなっている。また番組のセットにはゲストMCを行った人の写真が飾られている。過去にスタジオが簡略化され、MCが座っている後ろ側のモニターが黒板となっていた時期もある。129代目MCのホリのときは出演者の親指だけで進行を行ったことがある。なお、いとうせいこうナイトなどの企画の場合は白と基調としたセットになっている。

### AbemaTV版『虎の門 TIGER'S GATE-LIVESHOW』
- AbemaTV開局1周年記念スペシャルプログラムとして2017年5月1日(月曜)21:00-23:30に、同局のAbemaSPECIAL2chにて生配信（見逃し配信あり）。
- 2018年より新設置された「バラエティーステーションpresented by テレ朝」枠にて定期配信が決定。初回は2018年5月20日[2]。

## 出演者

### 司会者

#### 地上波版最終回時点での司会者
- 勝俣州和 - 放送開始時からのレギュラー。
- MEGUMI（2005年1月-）
- 村上祐子（テレビ朝日アナウンサー、2006年4月-）
- いとうせいこう（「いとうせいこうナイト」の回のみ）

#### 途中降板した司会者
- 岩城滉一（放送開始 - 2001年9月）
- 中山エミリ（放送開始 - 2001年9月）
- 坂下千里子（2001年10月 - 2004年12月）
- 野村真季（テレビ朝日アナウンサー、放送開始 - 2006年3月） - 最後の出演回ではゲストMCを務めた。

#### AbemaTV版での司会者
- 勝俣州和
- MEGUMI
- 野村真季（テレビ朝日アナウンサー）初回のみ
- いとうせいこう

### レギュラー
- よゐこ（有野晋哉、濱口優）
- アンタッチャブル（山崎弘也、柴田英嗣）
- カンニング竹山
- 伊集院光
- 春一番 - 第1回放送からオープニングタイトルのみに出演。

#### 途中降板したレギュラー
- さまぁ〜ず（三村マサカズ、大竹一樹）
- 浅草キッド（水道橋博士、玉袋筋太郎）
- 品川庄司（品川祐、庄司智春）
- くりぃむしちゅー（上田晋也、有田哲平）
- バカリズム（升野英知、松下敏宏[3]）
- 蛭子能収
- U字工事（福田薫、益子卓郎）

#### AbemaTV版での主な準レギュラー
- 飯尾和樹（ずん）
- 板倉俊之（インパルス）
- 川島明（麒麟）
- 川元文太（ダブルブッキング）
- 柴田英嗣（アンタッチャブル）
- 西澤裕介（ダイアン）

## 放送時間と変遷

### レギュラー放送
| 放送期間 | 放送期間 | タイトル                     | 放送曜日         | 放送時間（JST）        |
| -------- | -------- | ---------------------------- | ---------------- | ---------------------- |
| 2001.04  | 2001.09  | 虎ノ門                       | 土曜（金曜深夜） | 01:14 - 04:14（180分） |
| 2001.10  | 2002.03  | 虎ノ門                       | 土曜（金曜深夜） | 01:20 - 04:20（180分） |
| 2002.04  | 2003.03  | 虎乃門                       | 土曜（金曜深夜） | 01:20 - 02:20（60分）  |
| 2003.04  | 2006.03  | 虎の門                       | 土曜（金曜深夜） | 01:20 - 02:50（90分）  |
| 2006.04  | 2007.09  | 虎の門                       | 土曜（金曜深夜） | 01:50 - 02:50（60分）  |
| 2007.10  | 2008.03  | この間休止                   | この間休止       | この間休止             |
| 2008.04  | 2008.09  | 虎ノ門 TIGER'S GATE-LIVESHOW | 土曜（金曜深夜） | 01:50 - 02:50（60分）  |

- ひと月に約1回（原則として毎月最終金曜日の翌日未明）、『朝まで生テレビ!』放送の影響で放送されない週があった。

### ネット局
- 人気のある番組にもかかわらず、放送開始当初からテレビ朝日の関東ローカルである。過去には2004年の年末にしりとり竜王の特番を1回だけ全国ネット（一部地域を除いて）放送されたことがある。
- 2006年6月18日0:30（17日深夜）から「虎の門SP 決戦前夜祭!テレビ朝日深夜バラエティ大集合!5時間半の生放送!」を北海道テレビや静岡朝日テレビ、メ〜テレ、ABC、瀬戸内海放送、広島ホームテレビ、九州朝日放送、大分朝日放送の9局ネットで一回限りだがネットされることになった。（メ〜テレおよびABCは編成の都合上、6月18日1:45からの飛び乗りでネットされる）番組終盤ではその後に放送される『第106回全米オープンゴルフ・第3日』の番組宣伝をした。
- 2006年7月からスカイパーフェクTVならびにケーブルテレビのテレ朝チャンネルで放送を開始することを発表、地上波ではないが全国放送となった（0:00 - 1:00）。なお、テレ朝チャンネルでの放送は地上波より1週遅れであるため、毎月第1土曜日が休止となる。
- 2008年4月4日から広島ホームテレビにもネット。しかし、6月20日（大喜利アタック25）は編成の都合（遅れ放送の番組や遅れネットの『タモリ倶楽部』を2本放送した関係）で放送されなかった。

## 歴史

### 放送番組としての歴史
- 2001年4月、『虎ノ門』と題してスタート。当時は3時間番組だった。
- 2002年4月、番組名を『虎乃門』に変更。60分番組に短縮される。
- 2003年4月、番組名を『虎の門』に変更。90分番組に延長する。
- 2006年4月、『Matthew's Best Hit TV+』が深夜番組に降格し、『Matthew's Best Hit UV』となったため、スタート時間が30分繰り下がり、放送時間も60分に短縮される。
- 2006年7月、スカイパーフェクTV!、スカイパーフェクTV!110（現・スカパー!）ならびにケーブルテレビのテレ朝チャンネルで放送を開始
- 2007年9月、半年間の番組休止が発表される。
- 2008年4月、『虎ノ門 TIGER'S GATE-LIVESHOW』と題して再スタート。
- 2008年9月、『虎ノ門 TIGER'S GATE-LIVESHOW』終了。
- 2008年11月、テレ朝チャンネルで、虎ノ門のエッセンスを受け継いだ新番組『ジャガイモン』がスタート。

### 配信番組としての歴史
- 2017年5月、テレビ朝日とサイバーエージェントの共同運営によるインターネットテレビ局「AbemaTV」の開局1周年記念番組として、同局のAbemaSPECIAL2チャンネルにて9年ぶりに一夜限りの生配信が行われる。前述のようにその後、バラステ枠で定期配信。司会はレギュラー時代と同じくいとうせいこう、勝俣州和、MEGUMIが務める。バラステ枠廃止のため同年11月18日配信分が最後となっている。

## 主なコーナー

### 定期コーナー
- 朝まで生どっち - いとうせいこう司会による討論コーナー[4][5][6]。朝まで生テレビ!のフォーマットそのままに、出演者が円卓を囲んで行われるが、討論テーマは「ワールドカップvsＦカップ 興奮するのはどっち？」「かんけりvs馬とび プロスポーツにするならどっち？」「天狗vsカッパ 生まれかわるならどっち？」「まっ昼ま王!!とおサイフいっぱいクイズ! QQQのQ　今、復活させるならどっち？」といったどうでもいいものばかりである。双方の意見を戦わせ、最終的に視聴者によるモバイル投票数で決着する。番組初期には毎週行われ、多少形を変えながらも特番などの節目では必ず行われた名物コーナーである。途中に提供チェンジのカットがあったため、いとうがそのタイミングを見計らい、敢えて提供テロップとナレーションが被った状態でコーナーレギュラーだった蛭子能収に喋らせてやり過ごすのが『お約束』となっていた。
- ブラックタイガーの一発ギャグを探せ! - 2代目ブラックタイガー（カンニング竹山）出演（ちなみに初代ブラックタイガーは蛭子能収）。

- 蛭子能収のビデオでも見ましょうか
- こちトラ自腹じゃ! - 井筒和幸出演。井筒がその時期話題の映画を自腹で鑑賞し、独自の切り口で評論する。評価は0〜3つの星の数で示すが、三ツ星が付くのは年に2、3回あるかないかで、大抵は一ツ星以下と、評価は激辛である。作品が不満な場合はスタジオで激昂し、他の出演者を沈黙させてしまうこともある。ちなみに、井筒が唯一泣いた映画は、ジョニー・デップの『ブロウ』。あまりにも辛口のため映画会社から映像を借りられず、スタッフによる手描きイラストを使って解説したこともあった。
- どっちの映画ショー - 美保純出演。2組のパネラー・芸人が推薦する映画を美保が鑑賞し、どちらが良かったかを判定する。評価はミホ（0〜5）で示す。

- ブラックタイガーのO.A.チェック - 2代目ブラックタイガー（カンニング竹山）によるO.A.ダメ出し。オンエア時刻はAM2:45頃（毎回番組開始時にオンエア時刻が予告される）。このコーナーが出来た理由は、元々「一週間テレビガイド」コーナーのNHK総合を担当していた竹山が担当を降ろされたため、その代替として新設されたとする向きが強い（事実、「一週間テレビガイド」のNHK総合の担当がU字工事に代わったその週からこのコーナーはスタートしている。また相方の入院の影響でピンになったのもあるだろう。）。コーナー時間が極めて短い（20〜40秒程度）。時間が短いせいか、ブラックタイガーが話している途中で終わってしまうことも少なくない。基本的には番組の出演者やコーナーの内容にキレて出演者の顰蹙を買うことがほとんどだが、竹山に対してだけは「竹山君はすごくいいよ」などと妙にベタ褒めするところがある（なお、番組内ではブラックタイガーと竹山は別人物扱いとなっている）。ちなみに時間がなくなってしまったため、コーナーごとカットされてしまったことが過去に一度だけある。その時ブラックタイガーは、画面の小窓に音声無しの状態で怒り狂っている様子が数秒間映し出されただけの出演だった。
- お笑い Tiger's Gate - 若手お笑い芸人がネタ見せを行い、MC・レギュラー陣が面白いと思う出場者に投票し、投票された出場者は回を追うごとに勝ち抜いていき、レギュラーの座を狙う。このコーナーからカンニング竹山のキレキャラが有名になった。2001年度の『虎ノ門』時代では品川庄司が勝ち抜き、レギュラーの座を獲得。『虎乃門』、『虎の門』でもSPとして復活しており、2006年5月13日からは、カンニング竹山の席を2週間分争奪するルールになった。尚、2021年11月7日に放送された『バラエティ司会者芸人夢の共演スペシャル』にて、出演者のサンドウィッチマンと、バイきんぐとして小峠英二が、テレビ朝日のライブラリーに残る映像として、両者が本コーナーに出演してた様子が放送された。因みに、バイきんぐは本番組がテレビ初出演であった。
- ここでロッキーはないだろう選手権 - 一度行い「お笑い Tiger's Gate」の代わりに若手芸人のネタ見せコーナーとなったコーナー。ロッキーの音楽で有名な「The Final Bell」に似つかないシチュエーションを若手芸人が実演しレギュラー陣が面白いと思った芸人が優勝。翌週から番組にレギュラー出演できるという特典がつく。
- ニュースの虎 - 2008年4月から月1回のペースで行われている。一般のニュース番組では取り扱われないローカルニュースやラテ欄の分析などを送る企画。プレゼンターとしてU字工事やバッファロー吾郎、アントキの猪木が出演している。ゲストMCは存在せず、いとうせいこうや司会陣が進行を行う。7月4日からは「日清食品プレゼンツ ローカルステーション」としてU字工事が担当（冠スポンサーの通りコーナー終了後に日清食品のオリジナルCM+他1本が流れるが、HOMEでは流れない）。

### 単発企画
いとうせいこう、松尾貴史、伊集院光らによる企画。「ネット検索山崩し」「ヤマカンセンター試験」など。
- ネット検索山崩し - 伊集院企画のチーム対抗戦。テーマとなる言葉に1つずつ検索ワードを加え、Yahoo!での完全一致のAND検索を行う。検索件数が前のチームと比べ減らなかったり（増えた場合も含む）、0件にしてしまった場合はアウトとなり、おとぼけ顔をする、曲に合わせてダンスなどといった、ある意味「芸能人生命にかかわる罰ゲーム」が課される。完全一致検索なので、同じ言葉でも漢字と仮名のどちらを選ぶかといったセンスや、わざと書き間違えるなどのテクニックも必要となる。
- オールナイ虎の門〜はがき職人への道〜 - 伊集院企画。『オールナイ虎の門』という、毎回様々な芸能人がパーソナリティを務める架空のラジオ番組に数組の若手芸人たちがはがきを送り、その採用数を競う企画（パーソナリティは、ゲストMCと同様、過去に活躍し現在はマイナーな立場にいる芸能人が選ばれる傾向がある）。若手芸人たちはそれぞれ10個ほどネタを書き、その中から一押しとニ押しを1枚ずつ選ぶ。ネタが採用されると、一押しの場合は5ポイント、ニ押しの場合は3ポイント、その他のネタの場合は1ポイント獲得となり、合計ポイント数が最も多い若手芸人が優勝となる。また、ネタが採用された若手芸人にはノベルティが与えられる。そのノベルティは主にパーソナリティの著書や最近発売したCDで、獲得ポイントと同数分与えられるため、若手芸人たちは同じ本・CDをいくつも渡される結果となる。この企画では音声多重放送（モノラル二重音声 テレ朝チャンネルでも対応）を使用しており、主音声では『オールナイ虎の門』の音声が、副音声ではその『オールナイ虎の門』を聞いている若手芸人たちの反応の音声が放送される。
- ヤマカンセンター試験 - いとうせいこう企画。毎年その年のセンター試験終了後に行われている企画。読んで字の如く今年出された大学入試センター試験の問題をヤマカンのみでどこまで正解出来るかを競う。ヤマカンなので回答時間は僅か1分である。3教科の問題を解き合計点数が一番高い人には虎の門大学入学書がプレゼントされる。ちなみに大学合格者が優勝した場合には大学院入学となる。
- 国民だましPK合戦 - いとうせいこう企画。4人1組のチーム対抗戦。4人のうちあることを（例えば:ワサビ寿司を食べているのは誰？など）本当に受けているのは誰かを視聴者が携帯電話で投票をし一番票を獲得した人が本当に受けていたら0ポイント（番組ではノーゴールと表現）、逆に本当は受けていない人を指定した場合は1ポイント（番組ではゴールと表現）獲得。最終的にゴール数が多いチームが勝利となる。
- エア企画 - いとうせいこう企画。様々な種目をエアでやってみようという企画。二人一組で行い1人が選手としてもう1人は黒子（実際にはスタジオが白を基調としているため白子）として選手をアシストする（白子は本当に見えなくなる事がある）。主に演技力を競うスポーツ種目が中心。また番外でチェア水泳と題して回転イスを使った競泳企画も行ったことがある。以下番組で行ったエア企画。
  - エアフィギュア
  - エアリフティング
  - エアシンクロ
  - エアスキー
- 朝まで生ネーミング会議 - いとうせいこう企画。身近な物に新しい名前をつける企画。出場している芸人は広告代理店の社員に扮して依頼主である勝俣などのレギュラー陣にプレゼンをする。全員が発表したあと勝俣がアイディア料と称して嘘の札束をいい名前をつけた芸人にプレゼントされる。最終的に多くの札束を獲得した芸人が優勝。会議と称しているだけあって非常に静かな雰囲気で行われている。
- ○○版人生ゲーム - すごろくの要領でマスを進めていき。止まった場所に書いてある頭文字を使ってテーマになっている人が経験した人生を考える企画。審査員がその人っぽい人生を送っていると思ったらポイント獲得。ゴールをするのが目的ではなくポイントを一番獲得したチームが優勝。「○○」にはテーマになっている人の名前が入る。
- アタックパネル大喜利25 - パネルクイズ アタック25のパロディ企画。問題が大喜利形式になっており答えが思いついた人がボタンを押して答える。ボタンを押したチームから右回りの順番で答えていき一番面白かった答えをした人がパネルの選択権が与えられる。チャイムが鳴ると答える人がチェンジとなる。あとはパネルクイズアタック25同様多くのパネルを取ったチームが優勝。本家同様にアタックチャンスもある。
- ガッツにチャレンジ - ガッツ石松に100問のクイズを出し視聴者がガッツ石松より多く正解することができるかを競った企画。視聴者はwebか携帯から参加しガッツ石松より多く正解できれば「ガッツオーバー」、逆に正解が少なければ「ガッツアンダー」となった。

- 一週間テレビガイド - 若手芸人が一週間のテレビ番組を独自の視点で視聴し、フリップを使って紹介する。主に日本テレビをアップダウン、TBSをチョップリン、NHK総合をカンニング（後にU字工事）、フジテレビをエレキコミック、テレビ朝日をバカリズム、テレビ東京をカラテカ、NHK教育をダブルブッキングが担当していた。マイノリティ・リポートがシリーズ化してからは放送されていない。
- マイノリティ・リポート - 若手芸人がマイナーな情報を取材し、フリップを使って紹介する。主にU字工事、カラテカ、ダブルブッキングが担当する。
- しりとり募金 - 24時間テレビ（2005年8月28日・29日、日本テレビ）の真裏に放送した。板尾創路が挑戦した。ルールは通常の「しりとり竜王戦」と同じだが、挑戦者は板尾のみ。ひとりでしりとりを取り続け、「技あり」の札が出ると100円、「一本」が出ると1000円が24時間テレビの募金に寄付された。ちなみに、募金をカウントする役目はカンニング竹山だった。

### Abema版からのコーナー
- なりすましLINE大喜利 - LINEのグループを作り、LINE上で有名人になりすましてクロスチャットトークをする。“なりすませていない”とMC陣から判定されるとグループから強制退会し、誰が打っていたかのカミングアウトも行う。最後までなりすませた人の中から「なりすましLINE大喜利王」の称号を与える[7][8]。生配信の場合は視聴者投票。LINE公認企画。
- 声優耳打ちしりとり - 2018年10月7日配信回からのコーナー。「しりとり竜王戦」のアップデート版とされ、芸人考案の回答を耳打ちで声優に伝え発してもらう。芸人側の伝達力、声優の演技力も評価基準となる。担当声優は高木友梨香、徳井青空、長久友紀、Pile（10月7日）。長久友紀、中村繪里子、Pile、三上枝織（11月18日）。

## いとうせいこうナイト
およそ一月に一回放送される。番組初期から中期は「うんちく王決定戦」がメインだった。後期は、「しりとり竜王戦」、「話術王決定戦」がシリーズ化されていた（後述）。

### うんちく王決定戦
芸能界のうんちく王を決定する、知識×話術の戦い。ルールはいくつかあるが、基本的には司会サイドが提示したジャンル・事柄に関するうんちくを順番に述べ、審判や視聴者に「うんちくがなかった」と判定された者から脱落する勝ち残り戦。毎回真剣なうんちくの応酬が繰り広げられていたが、その緊張感に耐えられず、常連組からは「もう出たくない」「解説にまわりたい」という声も頻発していた。
うんちく披露の制限時間（60秒から20秒まで）が設定されているため、うんちくの内容はもちろん、その要点をまとめ聞き手を頷かせる話術も重要となる。披露されたうんちくの真偽が多少怪しい場合でも、話術によって聞き手を納得させればフォローが可能である。なぎら健壱は、話術による撹乱作戦を得意としたため「うんちく喧嘩殺法の使い手」と称された。
うんちく5強として、伊集院光(初代王者)、上田晋也(最多優勝者)、なぎら健壱、松尾貴史、山田五郎が挙げられた。2004年4月14日には、ゴールデンタイム（『スイスペ!』枠）でスペシャル版が放送された（上田が優勝。5強では山田が欠場）。当企画の最終回である、スペシャル版の振り返り放送では、上田は「知泉という本を暗記すれば誰でもうんちく王になれる」とうんちくのネタ元を明かしていた。
語られるうんちくの真偽については、しばしば週刊誌などで取り上げられた。実際に有野晋哉が「戦隊ものシリーズが5人なのは人数が丁度良かったから」といううんちくを披露した後、「さっきのうんちくは全部嘘です」と言ったこともあり、事実ではないうんちくがあったのは確かなようである。ただし、当企画はあくまで「うんちくと話術でどれだけ聞き手を頷かせるか」を競うものであるため、番組内では事実ではないうんちくに対してはその場でのツッコミに留め、後々まで強く咎めるようなことはなかった。

### しりとり竜王戦
しりとり竜王戦は、芸能界のしりとり王を決定する、センス×ボキャブラリーの戦いである。

#### ルール
- 各ラウンドに設定されたルールに則り、しりとりを行う。1大会につき8人が参加し、1回戦は4人での対戦、準決勝以降では1対1の対戦となることが多い。
- 審判はMCの3人（いとう、勝俣、MEGUMI）が務める。また、過去のしりとり竜王やゲストを交え、審判が4人以上になることもある。
- いとうより、しりとりのテーマと最初の言葉が発せられたら、それの尻を取る言葉を思いついた選手（当企画では「名人」と呼ばれる）が挙手する。挙手した選手から、しりとりを行う。3人以上の対戦の場合は以降の順番は上座（テレビ画面では右隣。最上座の次は最下座へ）の選手に移る。挙手は早い者勝ちだが、ほぼ同時の場合は審判長のいとうが再生ビデオを元に裁定する。
- 選手はテーマに沿った言葉を思いついた時点で「竜王」と書かれた駒を将棋盤に打ち、言葉を発表する。言葉ではなく、文章として発表してもよい。
- 制限時間があり、5秒前になると警告音が鳴りカウントダウンが始まる。時間切れの場合は、前の選手と同じ頭文字で次の選手の番となる。減点などのペナルティは課されない。
- 選手が発表した言葉が素晴らしいと思った場合、審判は「一本（3点）」または「技あり（1点）」の札を挙げる。
- 言葉の尻に「ん」がついた場合は、-3点のペナルティを課される。次の選手は、前の選手と同じ頭文字でしりとりを行う（文章の流れで「〜やん」と言い易いため、大阪人には不利なルールとも言える）。
- 試合終了のゴングが鳴った時点で、それまでの「一本」「技あり」「ペナルティ」を累計し、得点の高い選手が勝ちとなる。同点の場合は、審判の多数決による判定で勝者を決定する。また、テーマを二つ設け、その合計点で争われる場合もある。
- トーナメント形式（1回戦はブロックごとに4人中2人勝ち抜けとする場合が多い）で勝負を行い、決勝戦で勝った選手に「しりとり竜王」の栄誉とトロフィーが与えられる。
- 大会が終わるごとに、段位ポイントが各選手に与えられる。1回戦を勝利すると4点、準決勝を勝利すると6点、優勝すると10点。これらのポイントは累計されるので、優勝者は合計20点獲得となる。10点獲得すると「初段」の段位が与えられ、以後は10点ごとに1段昇段する。100点に到達すると「永世竜王」の称号が与えられる。ただし、有田哲平は第1回・第2回竜王戦で準優勝になった（二段相当）にもかかわらず、段位は与えられなかった。

#### しりとりのルール
いずれも、提示されたテーマに沿った言葉でしりとりを行うが、以下の制約が加えられる。
- しりとりセンスマッチ - 通常のしりとり。回答形式に制約がない分、文字通り選手のセンスが問われる。
- しりとりイマジネーション　- 通常のしりとり。ただし「宮崎駿がボツにした映画のタイトル」「売れなさそうな芸人のコンビ名」など、今までにないものを想像するテーマが提示される。
- しりとりランデブー - 回答形式が「○○の××」という形式に限定される。
- しりとりツバメ返し - 回答形式が「○○だが××」という形式に限定される。
- しりとりフレーバー - 回答形式が「○○風××」という形式に限定される。

#### 歴代優勝者
| 回 | オンエア日     | 優勝                     | スコア   | 準優勝                       |
| -- | -------------- | ------------------------ | -------- | ---------------------------- |
| 1  | 2004年2月6日   | 板尾創路(130R)           | 判定     | 有田哲平（くりぃむしちゅー） |
| 2  | 2004年2月20日  | 有野晋哉（よゐこ）       | 44 － 34 | 有田哲平（くりぃむしちゅー） |
| 3  | 2004年4月23日  | 板尾創路(130R)           | 21 － 20 | 川元文太（ダブルブッキング） |
| 4  | 2004年6月18日  | 有野晋哉（よゐこ）       | 21 － 19 | 千原ジュニア（千原兄弟）     |
| 5  | 2004年9月17日  | 板尾創路(130R)           | 23 － 10 | ブラザートム                 |
| 6  | 2004年10月22日 | 渡辺あつむ（ジャリズム） | 19 － 9  | 千原ジュニア（千原兄弟）     |
| 7  | 2004年12月27日 | 板尾創路(130R)           | 8 － 3   | 渡辺あつむ（ジャリズム）     |
| 8  | 2005年2月18日  | 板尾創路(130R)           | 9 － 1   | 藤崎奈々子                   |
| 9  | 2005年4月22日  | 有野晋哉（よゐこ）       | 15 － 12 | 川元文太（ダブルブッキング） |
| 10 | 2005年6月24日  | 千原ジュニア（千原兄弟） | 7 － 4   | 河本準一（次長課長）         |
| 11 | 2005年10月21日 | 板尾創路(130R)           | 30 － 19 | 有野晋哉（よゐこ）           |
| 12 | 2005年12月16日 | 千原ジュニア（千原兄弟） | 12 － 11 | 板尾創路(130R)               |
| 13 | 2006年1月20日  | 板尾創路(130R)           | 14 － 5  | 大竹一樹（さまぁ〜ず）       |
| 14 | 2006年3月18日  | 千原ジュニア（千原兄弟） | 11 － 6  | 川元文太（ダブルブッキング） |

#### 過去の名フレーズ集
- テーマ「ワルそうな言葉」

「メイドインチャイナ」　板尾創路(130R)
「うのの結婚観」　板尾創路(130R)　※「ん」がついたため無効
「兄さんのひきだし」　板尾創路(130R)
- テーマ「せつない言葉」

「嬉しかったのだが、嬉しくない振りをした」　有田哲平（くりぃむしちゅー）
「健康だけが取り柄だったのだが、交通事故死」　有田哲平（くりぃむしちゅー）
「居留守を使っているのだが、号泣」　有野晋哉（よゐこ）
「クルージングの途中だが、さらばじゃ」　板尾創路(130R)
「ルービックキューブだが揃ってるじゃないか」　板尾創路(130R)
「ルンバだが暗い」　藤崎奈々子
- テーマ「気まずい言葉」

「のび太くん、全部ウソだったんだ」　板尾創路(130R)
- テーマ「深い事情がありそうな言葉」

「いとこだが、取り立てる」　千原ジュニア（千原兄弟）
「意識は無いのだが、マフラーを編みきった」　有野晋哉（よゐこ）
- テーマ「つんくが捨てた曲のタイトル」

「えなりくんとロイヤルホスト」　有野晋哉（よゐこ）
「いい湯だぜ」　西田幸治（笑い飯）
- テーマ「高倉健の寝言」

「4番、高倉」 板尾創路(130R)
- テーマ「矢沢永吉の寝言」

「九九八十七」　板尾創路(130R)
- テーマ「ワイルドな言葉」

「軟骨はない」　板尾創路(130R)
- テーマ「プレイボーイな言葉」

「あえてもまない」　松本人志(ダウンタウン)
- テーマ「寂しげな言葉」

「火星にやっと到着したのだが、クラスメイトがいる」　板尾創路(130R)
「ソースをかけて食べるとうまいのだが、食べた後だった」　板尾創路(130R)　
- テーマ「うさんくさい言葉」

「よくこのペンダント見てくれよ、このペンダントをつければみんな幸せになれるんだ、これは全国2億人の人が幸せになってるんだ」　川元文太（ダブルブッキング）
「だまされるな、俺のペンダントの方が本物だ」　有野晋哉（よゐこ）
「だましてないけどごめんなさい」　川元文太（ダブルブッキング）
「一緒に売ろう」　有野晋哉（よゐこ）
- テーマ「ワケありな言葉」

「イモだが奪い合い」　大竹一樹（さまぁ〜ず）
「イモだそうだがイモじゃないらしい」　大竹一樹（さまぁ〜ず）
「いつも家にいる母なのだが母じゃないらしい」　大竹一樹（さまぁ〜ず）
- テーマ「デリカシーのかけらもない言葉」

「手品やってよ」ジョン・B・チョッパー(ウルフルズ)

### 話術王決定戦
話術王決定戦は、お笑い芸人が話術の師匠（師匠は当企画での敬称）に扮して、与えられた条件（シチュエーション・秒数）で話し、予選、準決勝、決勝へと勝ち抜いていく。同じ話を違う条件で、いかに面白く伝えていく話術を持っているのは芸人ならではだろう、という考えの下に企画された。

#### ルール
トーナメント形式で勝負を行い、決勝戦へ勝ち上がった者には、「話術王」の栄誉とトロフィーが与えられる。
予選
同じエピソードを、条件を変えて、3回話す。
- 設定1：まずは15秒という条件の下で、おもしろいエピソードを語る。設定1のみ時間が余った場合は手元にあるボタンを押して強制的に終了させてもよい。（第1回はボールによる秒数設定あり）
- 設定2：数字が書かれたボール（一の位・十の位をMEGUMI、「抽選ボーイズ」、「抽選4」らが抽選）の秒数（第1回は30〜90秒、第2回は10秒〜120秒）を変えて、披露する。
- 設定3：同じく秒数を変え、更に、天の声（村上祐子アナ）によるシチュエーション（ただし話の内容に応じて、「○○目線で」、「○○が××する感じで」など随時変更）の条件を加え、披露する。

準決勝 （第2回放送以降）
予選とは異なるエピソードを、1回目は15秒で話し、2・3回目は秒数・シチュエーションを共に変えて話す。
決勝
- 第1回：1回目は予選とは異なるエピソードを30秒で、2・3回目の条件は第1回準決勝と同じ。
- 第2回：準決勝で話したエピソードを、準決勝の2・3回目と同様に、2回条件を変えて披露する。

判定
3人以上で行う。すべての条件でのエピソードを披露した後に判定し、勝者を決定する。
- 第1回：勝俣、MEGUMI、上田。面白い・うまいと思ったほうのネームプレートを挙げる。（決勝は、有田といとうも判定）
- 第2回：勝俣、MEGUMI、濱口優（よゐこ）が、10点満点で点数のプレートを挙げる。

#### 各回の出場者および成績
| 回 | 放送日        | 優勝                     | スコア        | 準優勝                     | その他エントリーした師匠                                                                             |
| -- | ------------- | ------------------------ | ------------- | -------------------------- | --- |
| 1  | 2006年5月20日 | ほっしゃん。             | （判定）4 - 1 | 千原ジュニア（千原兄弟）   | 山崎弘也（アンタッチャブル）、品川祐（品川庄司）                                                     |
| 2  | 2006年7月1日  | 日村勇紀（バナナマン）   | 27 - 25       | 中川礼二（中川家）         | ほっしゃん。、吉田敬（ブラックマヨネーズ）、山崎弘也（アンタッチャブル）、品川祐（品川庄司）         |
| 3  | 2006年9月23日 | 設楽統（バナナマン）     | 50 - 48       | 矢作兼（おぎやはぎ）       | 山ちゃん（南海キャンディーズ）、ヒデ（ペナルティ）、山崎弘也（アンタッチャブル）、品川祐（品川庄司） |
| 4  | 2007年1月19日 | 千原ジュニア（千原兄弟） | 21 － 19      | 徳井義実（チュートリアル） | 河本準一（次長課長）、田中卓志（アンガールズ）                                                       |

### 話術王ダブルス
話術王ダブルスは、話術の師匠（師匠は当企画での敬称）に扮したお笑い芸人と町の話術さん（町の話術さんは当企画での敬称）に扮した芸能人・アナウンサーがペアを組み、与えられた条件（シチュエーション・秒数）で話して予選、決勝へと勝ち抜いていく。「#話術王決定戦」のダブルスバージョン。

#### ルール
トーナメント形式で勝負を行い、優勝ペアには「話術王」の栄誉とトロフィーが与えられる。
予選
同じエピソードを、条件を変えて、3回話す。ペアリングは予選直前に師匠が町の話術さんを抽選する形で決定。
- 設定1：まずは30秒という条件の下で、町の話術さんがおもしろいエピソードを語る。（30秒以内にエピソードを語りつくしたらボタンを押して終了することができる）
- 設定2：数字が書かれたボール（一の位・十の位をMEGUMIが抽選）の秒数（30〜120秒）を変えて、師匠が披露する。
- 設定3：同じく秒数を変え、更に、天の声によるシチュエーション（ただし話の内容に応じて、「○○目線で」など随時変更）の条件を加え、披露する。

決勝
1回目は予選とは異なるエピソードを町の話術さんが30秒で披露し、2回目は師匠が秒数・シチュエーションを共に変えて話す。
判定
3人で行う。すべての条件でのエピソードを披露した後に判定し、勝者を決定する。
- いとう、勝俣、MEGUMIが10点満点で点数のプレートを挙げる。
- 同点の場合は上記の3人が面白かったと思う名人のネームプレートを挙げる。

#### 各回の出場者および成績
| 回 | 放送日         | 優勝                            | スコア                | 準優勝                      | その他エントリーしたペア                                   |
| -- | -------------- | ------------------------------- | --------------------- | --------------------------- | ---------------------------------------------------------- |
| 1  | 2006年8月18日  | 千原ジュニア ・高橋ジョージペア | 25 - 22               | ほっしゃん。・大川栄策 ペア | 日村勇紀・村上祐子アナウンサーペア、山崎弘也・竹原慎二ペア |
| 2  | 2006年11月17日 | 千原ジュニア ・鶴久政治ペア     | 30 - 30 （判定2 - 1） | ほっしゃん。・大林素子 ペア | 徳井義実・保田圭ペア、小沢一敬・角盈男ペア                 |
| 3  | 2007年4月20日  | ほっしゃん。・まこと ペア       | 27 - 26               | 千原ジュニア ・佐藤弘道ペア | 板倉俊之・芝田山親方ペア、今野浩喜・さとう珠緒ペア         |

## スタッフ
- 構成：高須光聖、そーたに、渡辺真也、岩本哲也
- ディレクター：小田隆一郎、福岡和哉、三木敬文、相馬恵美
- プロデューサー：瀬戸口修
- チーフプロデューサー：藤井智久（プロデューサー前はチーフディレクター）
- TD：福元昭彦
- チーフカメラ：大川戸元昭
- 編集・MA：IMAGICA
- 美術：テレビ朝日クリエイト
- 制作著作：テレビ朝日

## 関連書籍
- うんちくブック（著者：テレビ朝日「虎の門」うんちく王選定委員会、出版社：双葉社、ISBN 4-575-29597-3）